# János Görbe
Dans le nom hongrois Görbe János, le nom de famille précède le prénom, mais cet article utilise l’ordre habituel en français János Görbe, où le prénom précède le nom.
János Görbe, né le 12 novembre 1912 à Jászárokszállás (Autriche-Hongrie) et mort le 5 septembre 1968 à Budapest (Hongrie), est un acteur hongrois.

## Filmographie partielle

### Au cinéma
- 1940 : Elnémult harangok : un berger
- 1940 : Földindulás : le prédicateur sectaire
- 1941 : Ma, tegnap, holnap : Harmonikás
- 1941 : Elkésett levél : Directeur de la construction
- 1941 : Sárga rózsa : Kocsmáslegény
- 1942 : Les Hommes de la montagne (Emberek a havason) d'István Szőts : Erdei Csutak Gergely
- 1943 : Rákóczi nótája
- 1944 : A két Bajthay : Jóska Naplopó
- 1944 : Menekülö ember : Dávid Planéta , le montagnard berger
- 1947 : Ének a búzamezökröl : Ferenc
- 1948 : Talpalatnyi föld
- 1949 : Un lopin de terre (Talpalatnyi föld) de Frigyes Bán
- 1950 : Lúdas Matyi : Gergely
- 1951 : Felszabadult föld : Gábor Kovács
- 1951 : Becsület és dicsöség : Lugosi
- 1951 : Teljes gözzel : Patkós õrnagy
- 1952 : Civil a pályán : le capitaine du Dunai
- 1953 : Leszámolás
- 1953 : Föltámadott a tenger : Sándor Petõfi
- 1954 : Életjel : Szika
- 1955 : Itthon
- 1955 : Egy pikoló világos : Kincse
- 1956 : Az élet hídja : Mihály Bódog
- 1957 : Dani
- 1958 : Ház a sziklák alatt : Ferenc Kós
- 1958 : Razzia : József Tóth
- 1959 : Tegnap : Pandúr
- 1960 : Az arc nélküli város : Béla Müller
- 1961 : Megöltek egy lányt : le chanceux
- 1961 : Deux Mi-temps en enfer (Két félidö a pokolban) de Zoltán Fábri : Eberhardt
- 1961 : Jó utat, autóbusz
- 1963 : Isten öszi csillaga : Oskó
- 1964 : Alouette (Pacsirta) de László Ranódy : Ispán
- 1965 : Mon chemin (Így jöttem) de Miklós Jancsó : le réfugié
- 1965 : Vingt heures (Húsz óra) de Zoltán Fábri : Balogh Anti
- 1965 : Déltöl hajnalig : 1.paraszt
- 1965 : Vacances avec Piroschka (Ferien mit Piroschka) de Franz Josef Gottlieb : Pali-Bacsi
- 1966 : Barbárok : Bodri juhász
- 1966 : Les Sans-Espoir (Szegénylegények) de Miklós Jancsó : János Gajdar
- 1966 : Szentjános fejevétele : le coiffeur
- 1966 : Ketten haltak meg : Kövecses
- 1966 : És akkor a pasas... : le sergent
- 1967 : Sikátor
- 1967 : Les Dix Mille Soleils (Tízezer nap) de Ferenc Kósa : József Bócza
- 1967 : Harlekin és szerelmese : Lit Kozma
- 1967 : Ünnepnapok : Mihály Kovács
- 1968 : Lássátok feleim : Sírásó
- 1968 : Silence et Cri (Csend és kiáltás) de Miklós Jancsó : le berger
- 1968 : Isten és ember elött : Georgiosz
- 1969 : Feldobott kö : György Mosolygó
- 1969 : A beszélö köntös : Ferenc Kriston

## Récompenses et distinctions
- Prix Kossuth